# Чернореченское сельское поселение (Челябинская область)
Чернореченское се́льское поселе́ние — упразднённое в 2014 году муниципальное образование в Троицком районе Челябинской области Российской Федерации. В рамках административно-территориального устройства поселению  соответствовал административно-территориальной единице Чернореченский сельсовет (Постановление Заксобрания Челябинской области от 25 мая 2006 года N 161 «Об утверждении перечня муниципальных образований (административно-территориальных единиц) Челябинской области и населенных пунктов, входящих в их состав»).
Административный центр — посёлок Черноречье.

## История
Статус и границы сельского поселения установлены Законом Челябинской области от 28 октября 2004 года № 315-ЗО «О статусе и границах Троицкого муниципального района и сельских поселений в его составе»
Упразднено в 2014 году. Населённые пункты вошли в  Кособродское сельское поселение.

## Население
| 2002 | 2010 | 2011 | 2012 | 2013 | 2014 |
| ---- | ---- | ---- | ---- | ---- | ---- |
| 1112 | ↘771 | ↘769 | ↘755 | ↘737 | ↘671 |

## Состав сельского поселения
| № | Населённый пункт | Тип населённого пункта          | Население |
| - | ---------------- | ------------------------------- | --------- |
| 1 | Стрелецк         | посёлок                         | ↘212      |
| 2 | Черноречье       | посёлок, административный центр | ↘559      |